# Nanami Irie
Nanami Irie (japánul: 入江 ななみ) (1995. január 8. –) japán szabadfogású női birkózó. A 2019-es birkózó-világbajnokságon ezüstérmet nyert az 55 kg-os súlycsoportban, szabadfogásban. 2015-ben az Ázsia Bajnokságon bronzérmet szerzett 53 kg-ban.

## Sportpályafutása
A 2019-es birkózó-világbajnokságon a döntőben Jacarra Gwenisha Winchester volt az ellenfele. A mérkőzést az amerikai nyerte 5–3-ra.